# Радиофотонна РЛС
Радиофотонна РЛС е радиолокационна станция (радар), чиято апаратура е реализирана на основата на радиофотонни технологии, които включват използването на радиочестотна модулация/демодулация на оптични (фотонни) носещи сигнали. Това позволява да се увеличи далечината на действие и разделителната способност на РЛС и да се създават триизмерни изображения на целите.
Китай, Русия и Индия имат активни изследователски програми за оборудване на изтребители с фотонен радар.
В едно изследване експериментална радиофотонна РЛС разпознава обекти с размери до 3 × 4 cm, много по-малки от традиционния радар.